# Motoleggera

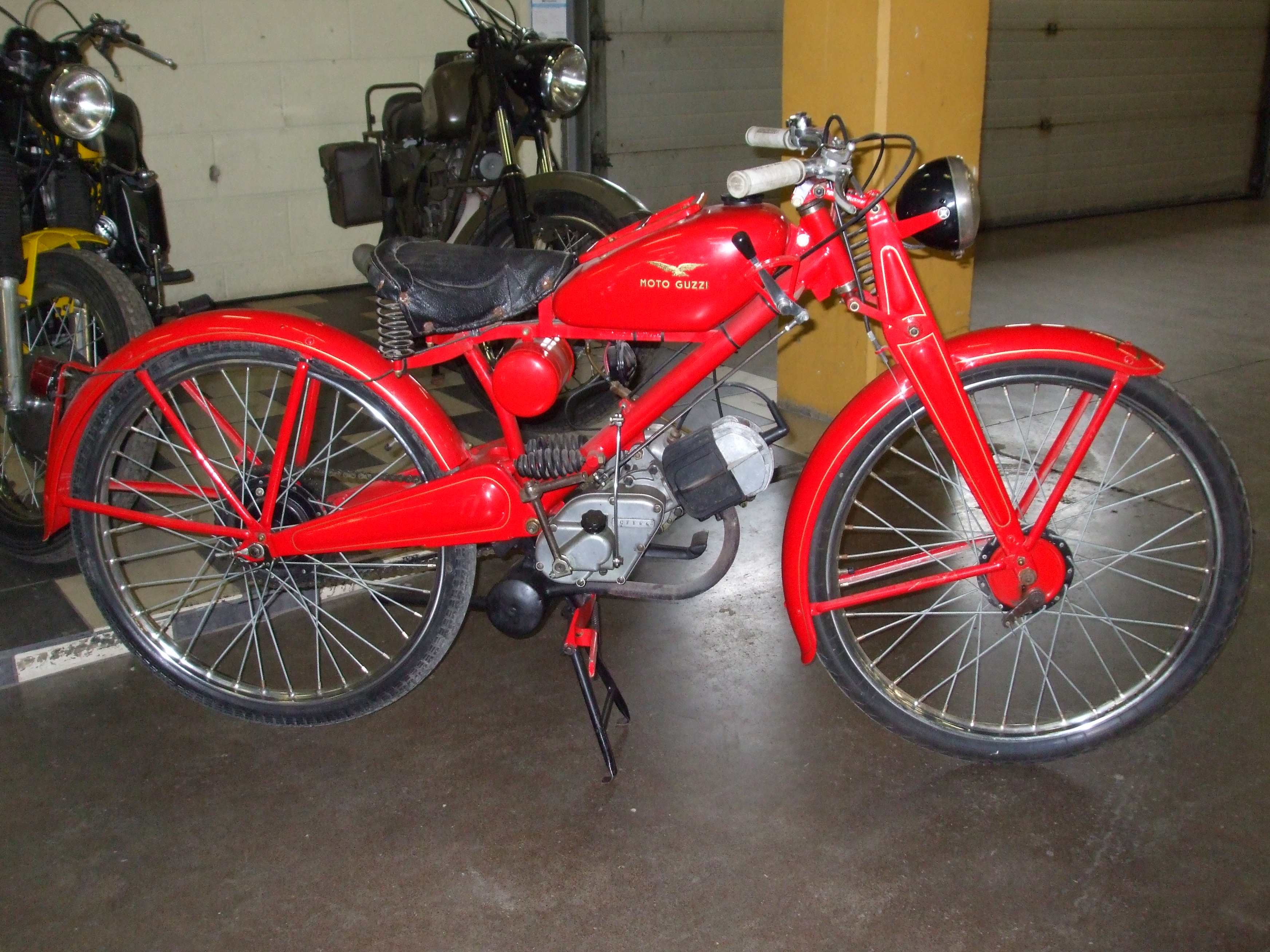
Moto Guzzi Motoleggera 65, più nota come "Guzzino" (1946-1954)

Il termine motoleggera indica alcune tipologie di motoveicoli caratterizzati da basse cilindrate e da dimensioni contenute. Si noti che il termine motoleggera non compare più nell'attuale Codice della strada italiano (e quindi non corrisponde a nessuna classificazione tecnica ufficiale attualmente in uso) mentre è utilizzato dalla legislazione svizzera per definire alcune particolari categorie di motoveicoli (non necessariamente da considerarsi motoleggere secondo l'uso italiano del termine).

## Motoleggera in Italia
In Italia il termine motoleggera è ormai in disuso anche come termine informale e veniva utilizzato per indicare i motocicli con propulsore di cilindrata limitata (in origine 175, dal 1933 125 cm³, che per prestazioni erano assimilati alle biciclette a motore e quindi esentati dalla patente e, fino al 1950, dalla targatura
La motoleggera si distingueva visivamente dal più popolare bicimotore per l'assenza dei pedali (in realtà obbligatori fino al 1929) e, sotto l'aspetto tecnico, perché concepita come motociclo e non come trasformazione di telaio ciclistico.
A partire dagli anni settanta, in Italia, il limite di cilindrata usato per identificare colloquialmente una motoleggera aumentò ai 150 cm³ necessari per avere accesso alle autostrade.
Attualmente è attestato l'uso del termine motoleggera per indicare i motocicli con cilindrata fino a 125 cm³ e potenza fino a 11 kW (grossomodo le moto guidabili in Italia con la patente A1); tuttavia non essendo un termine definito legalmente sono possibili variazioni sul limite di cilindrata.

### Uso del termine nella legislazione italiana

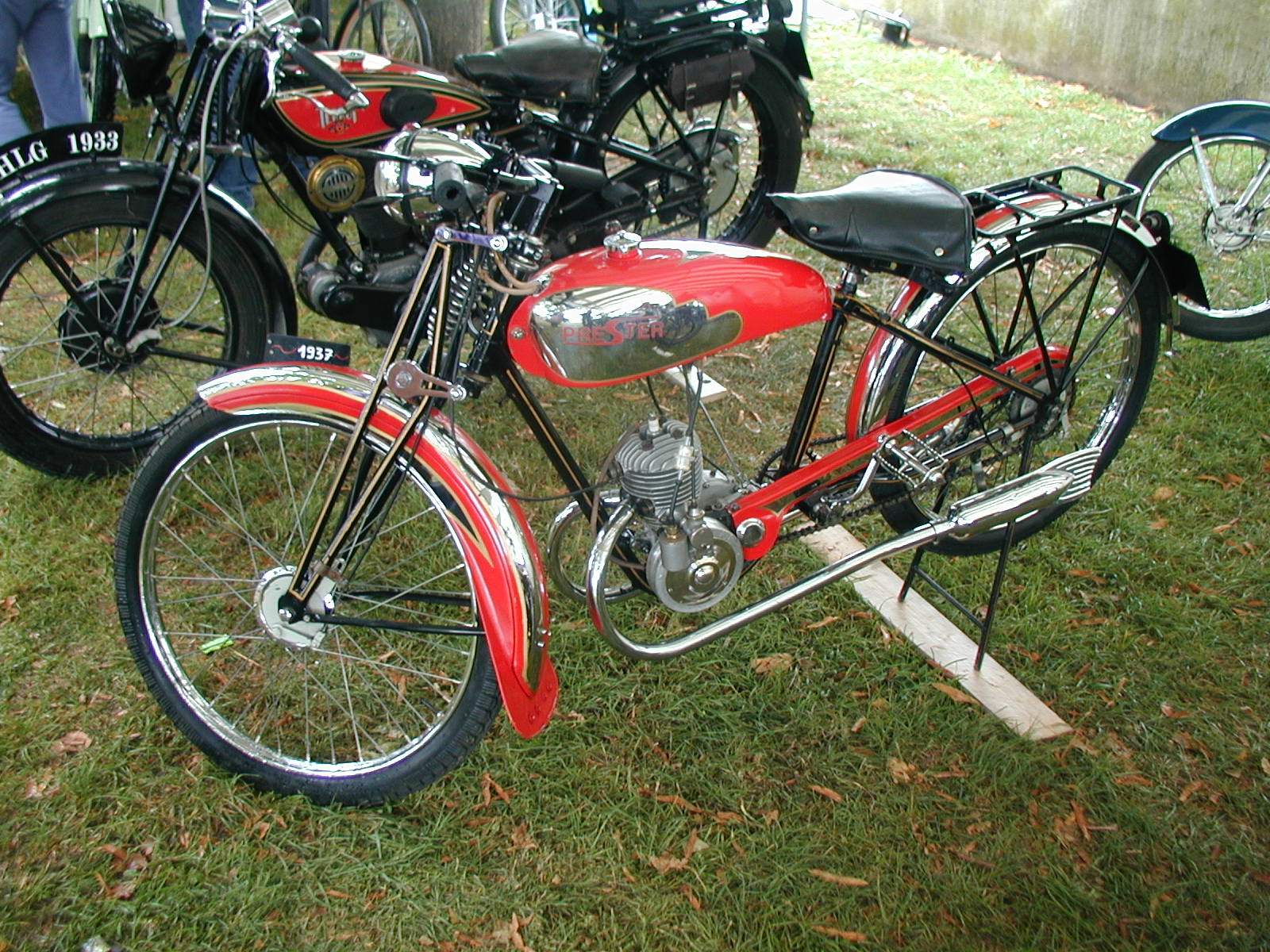
La motoleggera Prester-Jonghi T100 del 1937

Il termine moto-leggera (scritto col trattino intermedio) viene citato nella legislazione italiana già in un decreto legge del 1927 riguardante l'istituzione del pubblico registro automobilistico. Nel testo viene semplicemente affermato che, al fine dell'applicazione del decreto, non sono da considerarsi autoveicoli i "velocipedi muniti di piccoli motori ausiliari, ordinariamente chiamati biciclette a motore o moto-leggere".
Una definizione più esaustiva di motoleggera venne introdotta stabilmente nella legislazione italiana a partire dal 1928: venivano identificate come motoleggere quei piccoli motocicli o velocipedi dotati di un motore non particolarmente potente, guidabili dalle persone che avessero compiuti 18 anni (senza bisogno di patente). Più precisamente nel caso dei motori a scoppio era fissato un limite di cilindrata di 175 cm³ mentre per le altre tipologie di motore la potenza non poteva superare i 3 cavalli. A causa delle scarse prestazioni, tali veicoli erano esentati dal rispettare la maggior parte delle norme valide per i restanti autoveicoli ed erano assoggettati a requisiti tecnici e burocratici meno stringenti che per i restanti veicoli a motore: ad esempio l'unico documento di circolazione richiesto era un certificato rilasciato dal Circolo ferroviario d'ispezione che accertasse il rispetto dei limiti di potenza del motore mentre per quanto riguarda i sistemi di illuminazione posteriore del veicolo era richiesto solamente la presenza di un elemento rifrangente (a differenza dei motocicli che avevano l'obbligo di montare un fanale).
Le norme stabilite per le motoleggere rimasero in vigore solo per cinque anni: infatti nel 1933 si procedette ad un revisione integrale della classificazione dei veicoli a due ruote e così i motocicli e le motoleggere assunsero la denominazione unica di motocicli. 
Non risulta che tale termine sia più stato adoperato successivamente per designare ufficialmente qualche tipologia di veicolo.

## Motoleggera in Svizzera
Il termine motoleggera è ancora utilizzato ufficialmente dalla legislazione svizzera per designare alcune particolari tipologie di motoveicoli che siano in grado di viaggiare a modesta velocità per le loro caratteristiche costruttive.
Più precisamente sono definite motoleggere le seguenti tre categorie di veicoli:
- veicoli a motore a due ruote aventi una velocità massima per costruzione di 45 km/h, potenza massima del motore di 4 kW e, se dotati di motore ad accensione comandata, cilindrata massima di 50 cm³,
- veicoli a motore a tre ruote aventi una velocità massima per costruzione di 45 km/h, potenza massima del motore di 4 kW, peso a vuoto massimo[10] di 0,27 t e, se dotati di motore ad accensione comandata, cilindrata massima di 50 cm³ o, se dotati di motore ad accensione per compressione, di 500 cm³,
- risciò elettrici, ossia veicoli a due o più ruote con propulsione elettrica con una velocità massima per costruzione di 20 km/h (o di 25 km/h se a pedalata assistita) e aventi peso a vuoto massimo[10] di 0,27 t e peso totale massimo di 0,45 t.